# Clémont
Clémont település Franciaországban, Cher megyében. Lakosainak száma 709 fő (2022. január 1.). Clémont Argent-sur-Sauldre, Brinon-sur-Sauldre, Sainte-Montaine és Cerdon községekkel határos.

## Népesség
A település népessége az elmúlt években az alábbi módon változott:
| Lakosok száma | 670  | 600  | 631  | 647  | 717  | 724  | 719  | 710  | 708  | 709  |
|               | 1968 | 1982 | 1990 | 2006 | 2013 | 2015 | 2017 | 2019 | 2020 | 2022 |